# Lijst van Magic: The Gathering-sets
Dit is een lijst van Magic: The Gathering-sets met enkele belangrijke eigenschappen van elke set. Wizards of the Coast geeft zijn Magic: The Gatheringkaarten uit in hoofdzakelijk twee formaten: basissets (de zogenaamde core sets) en uitbreidingssets (de expansion sets). Geregeld verschijnen er ook aparte sets die los staan van deze twee formaten, zoals sets met herhaalde printingen van populaire oude kaarten, kant- en klare decks (Duel Decks en Planeswalker Decks), humoristische "Un"-sets, sets voor beginners zoals Portal en andere producten.

## Uitleg

### Core sets
Basissets of core sets zijn de oorspronkelijke drie sets die 'Wizards' in 1993 uitbracht, Alpha, Beta en Unlimited, en de sets die daar op volgden. De sets verschenen in eerste instantie jaarlijks, met Revised Edition in 1994 en Fourth Edition in 1995, maar tussen 1995 en 2009 slechts tweejaarlijks. Sinds 2009 verschijnt weer jaarlijks een core set. De sets van Unlimited (1994) tot en met Ninth Edition (2005) kenmerken zich door witte randen, maar omdat die door spelers verafschuwd werden, hadden de sets vanaf Tenth Edition allemaal zwarte randen.
De grootte van deze sets varieert van 295 tot 449 kaarten, en bestond tot en met Tenth Edition telkens volledig uit heruitgaven van reeds verschenen kaarten, die wel vaak aangepast waren in artwork en flavor text. Deze sets hebben geen uitgesproken eigen verhaallijnen en de meest gecompliceerde kaarten worden er meestal uitgelaten. Sinds Magic 2010 uit 2009 bevatten de basissets ook nieuwe kaarten.
In augustus 2014 kondigde Wizards of the Coast aan dat ze stoppen met core sets uit te brengen en dat Magic Origins de laatste core set is. In 2018 kwam Wizards of the Coast terug op deze beslissing en herintroduceerde core sets.

### Expansion sets
Uitbreidingssets of expansion sets verschenen voor het eerst in december 1993, met Arabian Nights. Deze zijn altijd zwartgerand geweest en bestaan vrijwel volledig uit nieuwe kaarten die ook thematisch één geheel vormen. De grootte van de uitbreidingssets varieert, met als kleinste set Arabian Nights (92 kaarten), en als grootste Time Spiral (442 kaarten). Met de komst van Ice Age in juni 1995 werden uitbreidingssets uitgegeven per 'block' of 'cycle'. Een block bestaat meestal uit drie uitbreidingssets, die worden uitgegeven over een termijn van een jaar, en samenhangen in verhaallijn en thematiek. In het spel spreekt men over een block om drie samenhangende expansies aan te duiden, de term cycle gebruikt men als men het over het samenhangend verhaal heeft. Een block bestaat meestal uit een grote set van 250 à 350 kaarten die rond oktober uitkomt en twee kleinere sets van zo'n 140 à 180 kaarten die daaropvolgend rond februari en juni verschijnen. De grootste en eerste set van een block wordt soms een stand-alone expansion set genoemd, omdat deze basislandkaarten bevat, de overige twee sets van een blok bevatten deze niet.
Sinds het najaar van 2015 bestaat een block uit slechts twee uitbreidingssets, een grote uitbreidingsset en een kleine uitbreidingsset. Er worden twee blocks per jaar uitgegeven: Een grote set in de herfst en een kleine set in de winter van block #1. En vervolgens een grote set in de lente en een kleine set in de zomer van block #2. In 2018 werd het systeem van 'blocks' en 'cycles' los gelaten.

### Expansiesymbolen
Bijna alle Magic-kaarten bevatten rechts op de kaart, tussen het artwork en de textbox, een expansion symbol of expansiesymbool, een symbool dat aangeeft tot welke set de kaart behoort. In eerste instantie waren expansiesymbolen voorbehouden aan expansion sets, maar sinds Sixth Edition in 1999 hebben ook core sets een symbool, met dat verschil dat bij uitbreidingssets het symbool verwijst naar de verhaallijn en bij core sets het symbool met een nummer verwijst naar de hoeveelste editie de set is.
Expansion symbols waren oorspronkelijk altijd zwart, maar sinds Exodus in 1998 verschenen ze in drie kleuren, die verwijzen naar hun rarity (zeldzaamheid). Met het verschijnen van Shards of Alara in 2008 werd ook het donkeroranje expansion symbool voor zeer zeldzame kaarten ingevoerd.
- Zwart: common (C) of basic land (L)
- Zilver: uncommon (U)
- Goud: rare (R)
- Donkeroranje: mythic rare (M)

Voor de set Time Spiral werden er ook paarse expansiesymbolen gedrukt, die niet verwezen naar een zeldzaamheid, maar aanduidde dat ze behoorden tot de Timeshifted-reeks.

## Core sets
| Set                      | Symbool                              | Code | Uitgavedatum  | # Krt. |
| ------------------------ | ------------------------------------ | ---- | ------------- | ------ |
| Limited Edition Alpha    | geen                                 | LEA  | augustus 1993 | 295    |
| Limited Edition Beta     | geen                                 | LEB  | oktober 1993  | 302    |
| Unlimited Edition        | geen                                 | 2ED  | december 1993 | 302    |
| Revised Edition          | geen                                 | 3ED  | april 1994    | 306    |
| Fourth Edition           | geen                                 | 4ED  | april 1995    | 378    |
| Fifth Edition            | geen                                 | 5ED  | maart 1997    | 449    |
| Classic (Sixth Edition)  | : een Romeinse zes                   | 6ED  | april 1999    | 350    |
| Seventh Edition          | : het cijfer zeven met een schreef   | 7ED  | april 2001    | 350    |
| Core Set - Eight Edition | : het cijfer acht voor drie kaarten  | 8ED  | juli 2003     | 357    |
| Core Set - Ninth Edition | : het cijfer negen voor drie kaarten | 9ED  | juli 2005     | 359    |
| Core Set - Tenth Edition | : een Romeinse tien                  | 10E  | juli 2007     | 383    |
| Magic 2010               | : M10                                | M10  | juli 2009     | 249    |
| Magic 2011               | : M11                                | M11  | juli 2010     | 249    |
| Magic 2012               | : M12                                | M12  | juli 2011     | 249    |
| Magic 2013               | : M13                                | M13  | juli 2012     | 249    |
| Magic 2014               | : M14                                | M14  | juli 2013     | 249    |
| Magic 2015               | : M15                                | M15  | juli 2014     | 269    |
| Magic Origins            | : Dominaria dat voor de zon opkomt   | ORI  | juli 2015     | 272    |
| Core Set 2019            | M19                                  | M19  | juli 2018     | 280    |
| Core Set 2020            | M20                                  | M20  | juli 2019     | 280    |
| Core Set 2021            | M21                                  | M21  | juli 2020     | 274    |

## Expansion sets
| Set                                                    | Block                        | Symbool                                                     | Code | Uitgavedatum      | # Krt. | Concepten                                                                                    | Verhaallijn                                                               |
| ------------------------------------------------------ | ---------------------------- | ----------------------------------------------------------- | ---- | ----------------- | ------ | -------------------------------------------------------------------------------------------- | ------------------------------------------------------------------------- |
| Arabian Nights                                         | —                            | Een kromsabel                                               | ARN  | december 1993     | 92     |                                                                                              | Plane Rabiah                                                              |
| Antiquities                                            | —                            | : een aambeeld                                              | ATQ  | maart 1994        | 100    | Focus op Artifacts                                                                           | Plane Dominaria, continent Terisiare, tijdens de Broederoorlog            |
| Legends                                                | —                            | : het kapiteel van een Dorische zuil                        | LEG  | juni 1994         | 310    | Legendary permanents, Multicolors                                                            | Plane Dominaria, continent Terisiare                                      |
| The Dark                                               | —                            | : een verduisterde maan                                     | DRK  | augustus 1994     | 119    | Sacrificing, Tribal                                                                          | Plane Dominaria, continent Terisiare, na de Broederoorlog vóór de IJstijd |
| Fallen Empires                                         | —                            | : een kroon                                                 | FEM  | november 1994     | 187    | Creature tokens, Tribal                                                                      | Plane Dominaria, continent Sarpadia, aan het begin van de IJstijd         |
| Homelands                                              | —                            | : een globe van Ulgrotha                                    | HML  | oktober 1995      | 140    |                                                                                              | Plane Ulgrotha                                                            |
| Ice Age                                                | Ice Age block                | Een sneeuwvlok                                              | ICE  | juni 1995         | 383    | Cumulative Upkeep, Sneeuwlanden                                                              | Plane Dominaria, continent Terisiare, tijdens de IJstijd                  |
| Alliances                                              | Ice Age block                | : een wapperend vaandel                                     | ALL  | juni 1996         | 199    | Cumulative Upkeep, Pitch spells                                                              | Plane Dominaria, continent Terisiare, aan het einde van de ijstijd        |
| Coldsnap                                               | Ice Age block                | : drie ijspegels                                            | CSP  | juli 2006         | 155    | Cumulative Upkeep, Ripple, Recover                                                           | Plane Dominaria, continent Terisiare, aan het einde van de ijstijd        |
| Mirage                                                 | Mirage block                 | : een palmboom                                              | MIR  | september 1996    | 350    | Flanking, Phasing, Poison                                                                    | Plane Dominaria, continent Jamuraa, de Mirage-oorlogen                    |
| Visions                                                | Mirage block                 | : de oorlogsdriehoek van Zhalfirin                          | VIS  | januari 1997      | 167    | Flanking, Phasing, Cumulative Upkeep, Come-into-play-abilities, Poison                       | Plane Dominaria, continent Jamuraa, de Mirage-oorlogen                    |
| Weatherlight                                           | Mirage block                 | : een opengeslagen boek                                     | WTH  | mei 1997          | 167    | Flanking, Phasing, Cumulative Upkeep, focus op de Graveyard                                  | Plane Dominaria, Weatherlight Saga, deel 1                                |
| Tempest                                                | Rath block                   | : een donderwolk                                            | TMP  | oktober 1997      | 350    | Buyback, Shadow, Slivers, Licids                                                             | Plane Rath, Weatherlight Saga, deel 2                                     |
| Stronghold                                             | Rath block                   | : een valhek                                                | STH  | februari 1998     | 143    | Spikes                                                                                       | Plane Rath, Weatherlight Saga, deel 3                                     |
| Exodus                                                 | Rath block                   | : een brug                                                  | EXO  | juni 1998         | 143    | Buyback, Shadow                                                                              | Plane Rath, Weatherlight Saga, deel 4                                     |
| Urza's Saga                                            | Urza block                   | : twee tandwielen                                           | USG  | oktober 1998      | 350    | Echo, Cycling                                                                                | Plane Dominaria, Weatherlight Saga Prequel 1                              |
| Urza's Legacy                                          | Urza block                   | : een hamer                                                 | ULG  | februari 1999     | 143    | Echo, Cycling                                                                                | Plane Dominaria, Weatherlight Saga Prequel 2                              |
| Urza's Destiny                                         | Urza block                   | : een erlenmeyer                                            | UDS  | juni 1999         | 143    | Echo, Cycling, "Cycling from play"                                                           | Plane Dominaria, Weatherlight Saga Prequel 3                              |
| Mercadian Masques                                      | Masques block                | : een masker                                                | MMQ  | oktober 1999      | 350    | Rebels, Mercenaries, Spellshapers                                                            | Plane Mercadia, Weatherlight Saga, deel 5                                 |
| Nemesis                                                | Masques block                | : een bijl                                                  | NEM  | februari 2000     | 143    | Rebels, Mercenaries, Spellshapers, Fading                                                    | Plane Dominaria, Weatherlight Saga, deel 6                                |
| Prophecy                                               | Masques block                | : drie kristallen                                           | PCY  | mei 2000          | 143    | Rhystic spells                                                                               | Plane Dominaria, oorlog in Jamuraa, Weatherlight Saga, deel 7             |
| Invasion                                               | Invasion block               | : het coalitiesymbool                                       | INV  | september 2000    | 350    | Kicker, Split cards, focus op Multicolors                                                    | Plane Dominaria, invasie van Phyrexia, Weatherlight Saga, deel 8          |
| Planeshift                                             | Invasion block               | : een spiraal                                               | PLS  | januari 2001      | 143    | Domain, Gating, focus op Multicolors                                                         | Plane Dominaria, invasie van Phyrexia, Weatherlight Saga, deel 9          |
| Apocalypse                                             | Invasion block               | : Yawgmoth's masker                                         | APC  | mei 2001          | 143    | Focus op Multicolors                                                                         | Plane Dominaria, invasie van Phyrexia, Weatherlight Saga, deel 10         |
| Odyssey                                                | Odyssey block                | De Mirari                                                   | ODY  | oktober 2001      | 350    | Threshold, Flashback, focus op Discard en Graveyard                                          | Plane Dominaria, continent Otaria                                         |
| Torment                                                | Odyssey block                | Een ouroboros                                               | TOR  | januari 2002      | 143    | Flashback, Threshold, Madness, Nightmares                                                    | Plane Dominaria, continent Otaria                                         |
| Judgment                                               | Odyssey block                | : een weegschaal                                            | JUD  | mei 2002          | 143    | Advocates, Incarnations, Nightmares, Phantoms, Wishes                                        | Plane Dominaria, continent Otaria                                         |
| Onslaught                                              | Onslaught block              | : een vierpotig gemorphed beest                             | ONS  | september 2002    | 350    | Morph, Cycling, focus op creature types                                                      | Plane Dominaria, continent Otaria                                         |
| Legions                                                | Onslaught block              | : twee gekruiste speren op een schild                       | LGN  | januari 2003      | 145    | Amplify, Provoke, Double Strike, Creatures, Tribal Themes                                    | Plane Dominaria, continent Otaria                                         |
| Scourge                                                | Onslaught block              | De schedel van een draak                                    | SCG  | mei 2003          | 143    | Storm, Landcycling, Converted Mana Cost                                                      | Plane Dominaria, continent Otaria                                         |
| Mirrodin                                               | Mirrodin block               | : het zwaard van Kaldra                                     | MRD  | oktober 2003      | 306    | Affinity, Imprint, Entwine, focus op Artifacts en Equipment                                  | Plane Mirrodin                                                            |
| Darksteel                                              | Mirrodin block               | : het schild van Kaldra                                     | DST  | januari 2004      | 165    | Modular, Indestructible                                                                      | Plane Mirrodin                                                            |
| Fifth Dawn                                             | Mirrodin block               | : de helm van Kaldra                                        | 5DN  | mei 2004          | 165    | Sunburst, Scry, Cogs                                                                         | Plane Mirrodin                                                            |
| Champions of Kamigawa                                  | Kamigawa block               | : een torii-poort                                           | CHK  | oktober 2004      | 306    | Bushido, Soulshift, Splice, Spiritcraft, Flip cards, Arcane, focus op Legendary              | Plane Kamigawa                                                            |
| Betrayers of Kamigawa                                  | Kamigawa block               | : een shuriken                                              | BOK  | februari 2005     | 165    | Ninjutsu, Offerings, Ninja, Ki counters                                                      | Plane Kamigawa                                                            |
| Saviors of Kamigawa                                    | Kamigawa block               | : een lantaarn                                              | SOK  | juni 2005         | 165    | Epic, Channel, Sweep, Hand size (wisdom)                                                     | Plane Kamigawa                                                            |
| Ravnica: City of Guilds                                | Ravnica block                | : een toren                                                 | RAV  | september 2005    | 306    | Convoke, Transmute, Dredge, Radiance, Guild system, Hybride mana                             | Plane Ravnica                                                             |
| Guildpact                                              | Ravnica block                | : het zegel van het Guildpact                               | GPT  | januari 2006      | 165    | Haunt, Bloodthirst, Replicate, Color alliances                                               | Plane Ravnica                                                             |
| Dissension                                             | Ravnica block                | : het gebroken zegel                                        | DIS  | april 2006        | 180    | Graft, Hellbent, Forecast, Multicolored cards, Hybrid cards, Split cards                     | Plane Ravnica                                                             |
| Time Spiral                                            | Time Spiral block            | : een zandloper                                             | TSP  | oktober 2006      | 422    | Timeshifted kaarten, verwijzingen naar oude kaarten en oudere mechanics                      | Plane Dominaria                                                           |
| Planar Chaos                                           | Time Spiral block            | : een Möbiusband                                            | PLC  | januari 2007      | 165    | Timeshifted kaarten, diverse oudere mechanics                                                | Plane Dominaria                                                           |
| Future Sight                                           | Time Spiral block            | : een oog dat door een portaal kijkt                        | FUT  | april 2007        | 180    | Poisonous, Delve, Suspend, Vanishing, Transfigure, Gravestorm, Scry                          | Plane Dominaria                                                           |
| Lorwyn                                                 | Lorwyn block                 | : een elfenoor of blad                                      | LRW  | september 2007    | 301    | Champion, Evoke, Clash, Changeling, Hideaway, Planeswalkers, Tribal                          | Plane Lorwyn                                                              |
| Morningtide                                            | Lorwyn block                 | : de zon in vlammen                                         | MOR  | januari 2008      | 150    | Prowl, Reinforce, Kinship, Tribal                                                            | Plane Lorwyn                                                              |
| Shadowmoor                                             | Shadowmoor block             | : de kroon van de Reaper King                               | SHM  | april 2008        | 301    | Persist, Wither, Conspire, Hybride mana, -1/-1 counters, Untapsymbool                        | Plane Lorwyn                                                              |
| Eventide                                               | Shadowmoor block             | : een verduisterde zon                                      | EVE  | juli 2008         | 180    | Chroma, Retrace, Hybrid mana (tegenoverliggende kleuren)                                     | Plane Lorwyn                                                              |
| Shards of Alara                                        | Alara block                  | : een kristal uit vijf scherven                             | ALA  | september 2008    | 249    | Exalted, Unearth, Devour, Cycling                                                            | Plane Alara                                                               |
| Conflux                                                | Alara block                  | : een schild uit vijf scherven                              | CON  | januari 2009      | 145    | Domain, vijfkleurige kaarten                                                                 | Plane Alara                                                               |
| Alara Reborn                                           | Alara block                  | : vijf verbonden scherven                                   | ARB  | april 2009        | 145    | Cascade, Cycling, Landcycling, Exalted, Unearth, Devour, Hybrid                              | Plane Alara                                                               |
| Zendikar                                               | Zendikar block               | : een gesloten "hedron"                                     | ZEN  | september 2009    | 249    | Kicker, Intimidate, Ally, Landfall, Trap instants, Quest enchantments                        | Plane Zendikar                                                            |
| Worldwake                                              | Zendikar block               | : een halfopen "hedron"                                     | WWK  | januari 2010      | 145    | Multikicker, Ally, Landfall                                                                  | Plane Zendikar                                                            |
| Rise of the Eldrazi                                    | Zendikar block               | : een open "hedron"                                         | ROE  | april 2010        | 248    | Annihilator, Totem Armor, Rebound, Kleurloze Creatures, Level Up                             | Plane Zendikar                                                            |
| Scars of Mirrodin                                      | Scars of Mirrodin block      | : een corroderende regelmatige zeshoek                      | SOM  | oktober 2010      | 249    | Metalcraft, Imprint, Infect, Proliferate                                                     | Plane Mirrodin                                                            |
| Mirrodin Besieged                                      | Scars of Mirrodin block      | : het gecombineerde symbool van de Mirrans en de Phyrexians | MBS  | januari 2011      | 155    | Battle Cry, Infect, Proliferate, Living Weapon                                               | Plane Mirrodin                                                            |
| New Phyrexia                                           | Scars of Mirrodin block      | : het symbool van de Phyrexians                             | NPH  | mei 2011          | 175    | Infect, Metalcraft, Proliferate, Imprint, Phyrexian Mana, Living Weapon                      | Plane Mirrodin                                                            |
| Innistrad                                              | Innistrad block              | : twee gestileerde reigers                                  | ISD  | september 2011    | 264    | Undying, Fateful Hour, Morbid, Flashback, Transform                                          | Plane Innistrad                                                           |
| Dark Ascension                                         | Innistrad block              | : een variant op de reigers (of een vleermuis)              | DKA  | januari 2012      | 158    | Curse, Fight, Flashback, Morbid, Transform                                                   | Plane Innistrad                                                           |
| Avacyn Restored                                        | Innistrad block              | : het symbool van Avacyn                                    | AVR  | mei 2012          | 244    | Undying, Soulbond, Miracle                                                                   | Plane Innistrad                                                           |
| Return to Ravnica                                      | Return to Ravnica block      | : een gestileerde mijter                                    | RTR  | oktober 2012      | 274    | Overload, Detain, Unleash, Populate, Scavenge                                                | Plane Ravnica                                                             |
| Gatecrash                                              | Return to Ravnica block      | : de spitsboog van een poort                                | GTC  | februari 2013     | 249    | Battalion, Bloodrush, Evolve, Cipher, Extort                                                 | Plane Ravnica                                                             |
| Dragon's Maze                                          | Return to Ravnica block      | : de mijter en de spitsboog samen                           | DGM  | mei 2013          | 156    | Gates, Guilds, Fuse                                                                          | Plane Ravnica                                                             |
| Theros                                                 | Theros block                 | : een altaar                                                | THS  | september 2013    | 249    | Devotion, Monstrous, Bestow, Heroic, Scry                                                    | Plane Theros                                                              |
| Born of the Gods                                       | Theros block                 | : de hoorns van Xenagos                                     | BNG  | januari 2014      | 165    | Bestow, Heroic, Scry, Devotion, Inspired, Tribute                                            | Plane Theros                                                              |
| Journey into Nyx                                       | Theros block                 | : een altaar samen met de hoorns                            | JOU  | mei 2014          | 165    | Bestow, Heroic, Scry, Devotion, Inspired, Constellation, Strive, enchantment matters         | Plane Theros                                                              |
| Khans of Tarkir                                        | Tarkir block                 | : twee kruisende kromsabels voor een schild                 | KTK  | september 2014    | 269    | Morph, Prowess, Delve, Outlast, Ferocious, Raid                                              | Plane Tarkir                                                              |
| Fate Reforged                                          | Tarkir block                 | : twee gespiegelde hoektanden                               | FRF  | januari 2015      | 185    | Manifest, Bolster, Dash, Prowess, Delve, Ferocious                                           | Plane Tarkir                                                              |
| Dragons of Tarkir                                      | Tarkir block                 | Een schild in de vorm van een drakengezicht                 | DTK  | maart 2015        | 264    | Megamorph, Bolster, Dash, Exploit, Formidable, Rebound                                       | Plane Tarkir                                                              |
| Battle for Zendikar                                    | Battle for Zendikar block    | Een gebroken "hedron"                                       | BFZ  | oktober 2015      | 274    | Rally, Landfall, Awaken, Devoid, Converge, Ingest                                            | Plane Zendikar                                                            |
| Oath of the Gatewatch                                  | Battle for Zendikar block    | : een zwaard van Kozilek                                    | OGW  | januari 2016      | 184    | Colorless mana symbol, Surge, Support, Cohort                                                | Plane Zendikar                                                            |
| Shadows over Innistrad                                 | Shadows over Innistrad block | : de vervormde halsband van Avacyn                          | SOI  | april 2016        | 297    | Madness, Delirium, Prowess, Investigate, Menace                                              | Plane Innistrad                                                           |
| Eldritch Moon                                          | Shadows over Innistrad block | Het silhouette van Emrakul                                  | EMN  | juli 2016         | 205    | Meld, Emerge, Escalate                                                                       | Plane Innistrad                                                           |
| Kaladesh                                               | Kaladesh block               | Een oosters bloemenmotief                                   | KLD  | september 2016    | 264    | Crew, Energy counters, Fabricate, Vehicle                                                    | Plane Kaladesh                                                            |
| Aether Revolt                                          | Kaladesh block               | Een oosters bloemenmotief                                   | AER  | januari 2017      | 184    | Energy, Improvise, Revolt, Vehicles                                                          | Plane Kaladesh                                                            |
| Amonkhet                                               | Amonkhet block               | Een piramide                                                | AKH  | april 2017        | 269    | Brick counters, Cycling, Embalm, Exert                                                       | Plane Amonkhet                                                            |
| Hour of Devastation                                    | Amonkhet block               | De hoorns van Nicol Bolas                                   | HOU  | juli 2017         | 199    | Eternalize, Afflict                                                                          | Plane Amonkhet                                                            |
| Ixalan                                                 | Ixalan block                 | Een kompas                                                  | XLN  | september 2017    | 279    | Explore, Enrage, Raid, Crew, Transform                                                       | Plane Ixalan                                                              |
| Rivals of Ixalan                                       | Ixalan block                 | Een half kompas met twee naalden omhoog                     | RIX  | januari 2018      | 196    | Ascend                                                                                       | Plane Ixalan                                                              |
| Dominaria                                              | —                            | Schild van Benalia                                          | DOM  | april 2018        | 269    | Hexproof from, Historic, Kicker, Legendary Sorcery, Saga                                     | Plane Dominaria                                                           |
| Guilds of Ravnica                                      | —                            | Een 'skyline' met vijf punten                               | GRN  | september 2018    | 259    | Convoke, Mentor, Surveil, Jump-start, Undergrowth                                            | Plane Ravnica                                                             |
| Ravnica Allegiance                                     | —                            | De 'skyline' met vijf punten ondersteboven                  | RNA  | januari 2019      | 259    | Adapt, Addendum, Afterlife, Riot, Spectacle                                                  | Plane Ravnica                                                             |
| War of the Spark                                       | —                            | Het planeswalker-symbool met de hoorns van Nicol Bolas      | WAR  | april 2019        | 264    | Amass, Proliferate                                                                           | Plane Ravnica                                                             |
| Throne of Eldraine                                     | —                            | Een zwaard met kroon en tabberd                             | ELD  | oktober 2019      | 269    | Adventure, Food, Knights                                                                     | Plane Eldraine                                                            |
| Theros: Beyond Death                                   | —                            | Een masker                                                  | THB  | januari 2020      | 254    | Constellation, Devotion, Enchantments, Gods, Sagas                                           | Plane Theros                                                              |
| Ikoria: Lair of Behemoths                              | —                            | Een monsterlijk oog                                         | IKO  | april 2020        | 274    | Companion, Cycling, Human tribal, Keyword counters, Mutate                                   | Plane Ikoria                                                              |
| Zendikar Rising                                        | —                            | Een hedron met een kruis                                    | ZNR  | september 2020    | 280    | Class tribal, Kicker, Landfall, Modale flipkaarten, Party                                    | Plane Zendikar                                                            |
| Kaldheim                                               | —                            | Een dubbelzijdige bijl                                      | KHM  | januari 2021      | 285    | Boast, Changeling, Foretell, Modale flipkaarten, Sagas, Snow                                 | Plane Kaldheim                                                            |
| Strixhaven: School of Mages                            | —                            | Een uil                                                     | STX  | 23 april 2021     | 275    | Lesson, Learn, Magecraft, Modale flipkaarten                                                 | Plane Arcavos                                                             |
| Dungeons & Dragons: Adventures in the Forgotten Realms | —                            | Een drakenhoofd                                             | AFR  | 23 juli 2021      | 281    | 20-zijdige dobbelstenen, Class enchantments, Pack tactics, Venture into the dungeon          | Crossover met rollenspel D&D, setting Forgotten Realms                    |
| Innistrad: Midnight Hunt                               | —                            | Een wolvenhoofd                                             | MID  | 24 september 2021 | 277    | Coven, Daybound, Disturb, Decayed, Flashback, Investigate, Nightbound, Transform             | Plane Innistrad                                                           |
| Innistrad: Crimson Vow                                 | —                            | Een vleermuis                                               | VOW  | 19 november 2021  | 277    | Cleave, Daybound, Disturb, Exploit, Nightbound, Transform, Training                          | Plane Innistrad                                                           |
| Kamigawa: Neon Dynasty                                 | —                            | De opkomende zon achter een berg                            | NEO  | 18 februari 2022  | 302    | Channel, Compleated, Ninjutsu, Reconfigure, Transform                                        | Plane Kamigawa                                                            |
| Streets of New Capenna                                 | —                            | Engelenvleugels om een boksbeugel                           | SNC  | 29 april 2022     | 281    | Alliance, Blitz, Casualty, Connive, Cycling, Hideaway, Shield counters                       | Plane Capenna.                                                            |
| Dominaria: United                                      | —                            | het symbool van The Coalition                               | DMU  | 9 september 2022  | 281    | Enlist, Kicker, Poison, Powerstones, Read ahead, Stun counters                               | Plane Dominaria                                                           |
| The Brothers' War                                      | —                            | : een gespleten tandwiel                                    | TBW  | 18 november 2022  | 287    | Meld, Prototype, Unearth                                                                     | Plane Dominaria                                                           |
| Phyrexia: All Will Be One                              | —                            | : symbool van Phyrexia door een doorsneden cirkel           | ONE  | 10 februari 2023  | 271    | Corrupted, For Mirrodin!, Oil counters, Proliferate, Poison counters, Rebels, Spheres, Toxic |                                                                           |
| March of the Machine                                   | —                            | Het zwaard van Elspeth door het symbool van Phyrexia        | MOM  | 21 april 2023     | 281    | Backup, Battles, Convoke, Incubate                                                           |                                                                           |
| March of the Machine: The Aftermath                    | —                            | Explosie                                                    | MAT  | 12 mei 2023       | 50     |                                                                                              |                                                                           |
| Wilds of Eldraine                                      | —                            | Geopend boek met een ruit erin                              | WOE  | 8 september 2023  | 381    | Adventures, Bargain, Celebration, Food, Roles                                                | Plane Eldraine                                                            |
| The Lost Caverns of Ixalan                             | —                            | Oog in kompasnaald                                          | LCI  | 19 november 2023  | 291    | Craft, Descend, Discover, Explore, Maps                                                      | Plane Ixalan                                                              |
| Murders at Karlov Manor                                | —                            | Een kort zwaard of dolk                                     | MKM  | 9 februari 2024   | 286    | Case, Collect evidence, Disguise, Suspect, Investigate                                       | Plane Ravnica                                                             |
| Outlaws of Thunder Junction                            | —                            | Een cowboyhoed                                              | OTJ  | 19 april 2024     | 276    | Crime, Deserts, Outlaws, Plot, Saddle, Spree                                                 | Plane Thunder Junction                                                    |
| Bloomburrow                                            | —                            | Een hulstblad                                               | BLB  | 2 augustus 2024   | 281    | Expend, Forage, Gift, Offspring, Threshold, Valiant                                          | Plane Bloomburrow                                                         |

## Overige sets
Naast de basissets en uitbreidingssets worden op onregelmatige basis allerlei andere sets uitgegeven, zoals compilaties, herprints, beginnerssets, humoristische sets en sets die alleen online beschikbaar zijn. Een selectie van de bekendere hiervan staat in de tabel hier onder.
Daarnaast zijn er nog series van compilaties getiteld Duel Decks, From the Vault, Premium Deck Series, Deck Builder's Toolkits en Holiday Gift Box; deze worden meestal in de vorm van pre-constructed (voorgebouwde) decks verkocht. De series Planechase (2009, 2012 en 2016), Commander (2011, 2012, 2013, 2014, 2015, 2016, 2017), Archenemy (2010, 2017), en Conspiracy (2014) zijn bedoeld voor vriendschappelijke multiplayer Magic-wedstrijden en niet bedoeld voor toernooien.
| Set                              | Soort                      | Symbool                                          | Code    | Uitgavedatum   | # Krt.                    |
| -------------------------------- | -------------------------- | ------------------------------------------------ | ------- | -------------- | ------------------------- |
| Chronicles                       | Compilatieset              | geen specifieke                                  | CHR     | juli 1995      | 125                       |
| Anthologies                      | Compilatiedecks            | geen specifieke                                  | ATH     | november 1998  | Twee decks van 60 kaarten |
| Battle Royale                    | Compilatiedecks            | geen specifieke                                  | BRB     | november 1999  | Vier decks van 40 kaarten |
| Beatdown                         | Compilatiedecks            | Een strijdknots                                  | BTD     | december 2000  | Twee decks van 61 kaarten |
| Deckmasters: Garfield vs. Finkel | Compilatiedecks            | Een gestileerde letter D                         | DKM     | december 2001  | Twee decks van 62 kaarten |
| Duels of the Planeswalkers       | Compilatiedecks            | Een gestileerde letter M in een cirkel           | DPA     | juni 2010      | Vijf decks van 60 kaarten |
| Modern Masters                   | Compilatieset              | Een gestileerde City of Brass                    | MMA     | juni 2013      | 229                       |
| Modern Masters 2015 Edition      | Compilatieset              | Symbool van City of Brass gedraaid en gespiegeld | MM2     | mei 2015       | 249                       |
| Eternal Masters                  | Compilatieset              | Ongebruikelijk gevormde zandloper                | EMA     | juni 2016      | 249                       |
| Modern Masters 2017 Edition      | Compilatieset              | Zwevende "U" boven een kroon                     | MM3     | maart 2017     | 249                       |
| Iconic Masters                   | Compilatieset              | n.n.b.                                           | IMA     | november 2017  | 249                       |
| Portal                           | Introductieset             | Een portaal                                      | POR     | juni 1997      | 222                       |
| Portal Second Age                | Introductieset             | Een regelmatige vijfhoek                         | PO2     | juni 1998      | 165                       |
| Portal Three Kingdoms            | Introductieset             | Het Chinese karakter voor nummer drie: 三        | PTK     | mei 1999       | 180                       |
| Starter 1999                     | Introductieset             | Een vijfpuntige ster                             | S99     | juli 1999      | 173                       |
| Starter 2000                     | Introductieset             | De letter S op een vijfpuntige ster              | S00     | juli 2000      | 57                        |
| Unglued                          | Humoristische (parodie)set | Een opengebroken ei                              | UGL     | augustus 1998  | 88                        |
| Unhinged                         | Humoristische (parodie)set | Een hoefijzer                                    | UNH     | november 2004  | 141                       |
| Zendikar Expeditions             | Masterpieces               | Een "hedron" met een V uitgesneden               | EXP     | september 2015 | 45                        |
| Kaladesh Inventions              | Masterpieces               | Gestileerde zuil of π                            | MPS     | september 2016 | 54                        |
| Amonkhet Invocations             | Masterpieces               | Nicol Bolas' hoofd                               | MPS_AKH | april 2017     | 54                        |
| Unstable                         | Humoristische (parodie)set | Moersleutel met een eikelvormig gat              | UST     | december 2017  | 216                       |
| Unsanctioned                     | Humoristische (parodie)set | Een hoefijzer met twee moersleutels              | UND     | februari 2020  | 96                        |
| Unfinity                         | Humoristische (parodie)set | Een atoommodel                                   | UNF     | eind 2022      | 244 + 292                 |